# ニコチン受容体拮抗薬
ニコチン受容体拮抗薬（nicotinic receptor antagonist）または抗ニコチン薬（anti-nicotinic agent）とは、ニコチン性アセチルコリン受容体におけるアセチルコリン（ACh）の作用を阻害する抗コリン薬の一種である。これらの化合物は主に外科手術における末梢の筋肉の麻痺に使用され、このタイプの古典的な薬剤はツボクラリンである。ブプロピオン、メカミラミン、18-メトキシコロナリジンなどの中枢作用型の化合物は、脳のニコチン性アセチルコリン受容体を遮断するので、ニコチン中毒の治療への応用が提案されている。

## 歴史
コンドロデンドロンやマチンから採れるクラーレは、南米のインディアンが動物を狩る際の矢の先端や吹き矢に塗る毒として使われていた。16世紀にスペインの兵士がこれらの先住民族に襲われた際に初めて確認されたものである。
1906年、ラングレーはニコチンとクラーレのニワトリとカエルの筋肉への作用を研究した。クラーレは、神経支配された筋肉と慢性的に除神経された筋肉の両方において、ニコチンの刺激作用を遮断することが明らかになった。1940年、ジェンキンソンはツボクラリンをアセチルコリンの競合的阻害薬として同定した。 
クラーレとツボクラリンは、運動神経終板に特異的なコリン受容体が存在するという概念を確立する上で重要な役割を果たした。適量であれば、手術の際に腹筋を弛緩させる全身麻酔薬として使用される。

## 効果

### 拮抗受容体型による分類
神経節型受容体
- 自律神経節遮断薬
  - ヘキサメトニウム、メカミラミン、トリメタファン

筋肉型受容体
- 非脱分極型筋弛緩薬（神経筋接合部遮断薬）
  - アトラクリウム、ドキサクリウム、ミバクリウム、パンクロニウム、ツボクラリン、ベクロニウム

- 脱分極型筋弛緩薬
  - スキサメトニウム（正確にはニコチン拮抗薬ではない）

中枢神経型受容体
- α3β4、α4β2、α7（鎮咳去痰薬）
  - デキストロメトルファン、デキストロルファン

- α3β4
  - 18-メトキシコロナリジン、3-メトキシモルヒナン

### 自律神経節での作用
ニコチン受容体は、副交感神経系と交感神経系の両方の神経節に存在するリガンド依存性イオンチャネルであり、抗ニコチン薬の拮抗作用は、特定の部位でどちらの系が優勢であるかによって決まる。ニコチン受容体は、神経筋接合部や脳にも存在する。
| 部位         | 優位な神経系              | 効果                                                                                                  |
| 外分泌腺     | 副交感神経 （汗腺を除く） | - 唾液腺、涙腺、気管支、汗腺などの分泌物の抑制                                                        |
| 心臓         | 副交感神経                | - 頻脈                                                                                                |
| 血管         | 交感神経                  | - 血管拡張 - 血圧低下 - 心血管反射の消失による起立性低血圧                                            |
| 眼           | 副交感神経                | - 散瞳し、光に反応しなくなる - 毛様体筋の弛緩により調節力が麻痺し（毛様体筋麻痺）、近見視力が低下する |
| 消化管       | 副交感神経                | - 蠕動運動低下 - 分泌物量減少                                                                         |
| 他の平滑筋   | 副交感神経                | - 気管支平滑筋や膀胱平滑筋の弛緩                                                                      |
| 神経筋接合部 | N/A                       | - 骨格筋弛緩 - 神経筋遮断・麻痺                                                                       |

## 臨床的応用
抗ニコチン剤は、神経節遮断薬と神経筋遮断薬に分類される。
神経節遮断薬は、すべての自律神経節に作用するため、臨床的にはほとんど使用されない。
- アセチルコリンの放出阻害
- 長時間の脱分極（脱分極性遮断）、すなわち、刺激後の刺激遮断
- ニコチン受容体の競合阻害

| 例                                               | 作用機序                 | 特性                                                                            | 臨床使用                                                                              |
| ニコチン                                         | 脱分極延長               | - 非競合阻害                                                                    | 禁煙薬 - ニコチンの離脱症状の解消 - 低用量での投与                                    |
| アセチルコリン（コリンエステラーゼ阻害剤存在下） | 脱分極延長               | - 非競合阻害                                                                    | 神経節遮断剤としての臨床使用なし                                                      |
| ヘキサメトニウム                                 | ニコチン受容体の競合阻害 | - 選択的阻害 - 初の有効な高血圧治療薬                                           | 副作用のため、臨床使用中止                                                            |
| トリメタファン                                   | ニコチン受容体の競合阻害 | - 選択的阻害 - 短時間作用型                                                     | 手術時の血圧降下（使用頻度は低い）                                                    |
| ツボクラリン                                     | ニコチン受容体の競合阻害 | - 非選択的阻害 - ヒスタミンを放出するため、アトラクリウムに比べて副作用が大きい | 使用頻度は低い                                                                        |
| アトラクリウム                                   | ニコチン受容体の競合阻害 | - ツボクラリンに代わる副作用の少ない安全性の高い薬剤                            | 外科的麻酔と挿管 - 気管内挿管を容易にし、骨格筋を弛緩させて喉頭損傷のリスクを軽減する |

神経筋遮断薬（筋弛緩薬）は、神経筋接合部で以下のように作用する。
- アセチルコリンの合成阻害
- アセチルコリンの放出抑制
- シナプス後のアセチルコリン受容体の遮断
- 運動神経終板の長時間の脱分極

| 例                 | 作用機序                           | 効果発現時間 | 効果持続時間  | 特性                                                                                              | 臨床使用 |
| ヘミコリニウム-3   | アセチルコリン合成阻害             | /            | /             | - 神経末端へのコリン輸送阻害 - 実験的にのみ使用                                                   | 非臨床使用 |
| ベサミコール       | アセチルコリン合成阻害             | /            | /             | - アセチルコリンのシナプス小胞への輸送阻害 - 肺上皮内腺癌の初期治療の可能性を探るための実験的使用 | 非臨床使用 |
| ボツリヌス毒素     | アセチルコリン放出抑制             | 3–5日        | 3–4か月       | - 非常に強力 - ボツリヌス中毒による副交感神経麻痺や運動麻痺                                       | 筋弛緩薬 - 頚部ジストニア、痙性斜頸、眼瞼痙攣、過活動膀胱の治療 - 顔周りの筋肉を麻痺させ、シワを減らすために注射する（臨床または美容用途） 分泌物の減少 - 多汗症、唾液分泌過多症の治療 頭痛の予防 - 筋肉内投与または皮下投与による片頭痛の頻度と重症度の軽減 |
| β-ブンガロトキシン | アセチルコリン放出抑制             | /            | /             | - アマガサヘビから発見された毒物                                                                  | 非臨床使用 |
| ツボクラリン       | シナプス後アセチルコリン受容体遮断 | 遅(>5分)     | 長(1～2時間)  | - 植物アルカロイド                                                                                | 使用頻度は低い |
| アルクロニウム     | シナプス後アセチルコリン受容体遮断 | 遅(>5分)     | 長(1～2時間)  | - ツボクラリンの半合成誘導体 - ツボクラリンに比べて副作用が少ない                                 | 現在は臨床使用されていない |
| パンクロニウム     | シナプス後アセチルコリン受容体遮断 | 中(2～3分)   | 長(1～2時間)  | - 初のステロイド系化合物                                                                          | 術前投与 - 気管内挿管や手術中の全身麻酔のための筋弛緩薬 安楽死薬 - チオペンタールナトリウムの投与による呼吸停止・昏睡 - ベルギーやオランダでは安楽死プロトコルに推奨されている                                                                               |
| ピペクロニウム     | シナプス後アセチルコリン受容体遮断 | 中(2～3分)   | 長(1～2時間)  | - パンクロニウムに類似                                                                            | 術前投与 - 心血管系の副作用が少ない |
| ベクロニウム       | シナプス後アセチルコリン受容体遮断 | 中           | 中 (30～40分) | - 広く使われている                                                                                | 術前投与 - パンクロニウムに類似 |
| ロクロニウム       | シナプス後アセチルコリン受容体遮断 | 中           | 中 (30～40分) | - ベクロニウムに似ているが作用発現が速い                                                          | 術前投与 - パンクロニウムに類似 |
| アトラクリウム     | シナプス後アセチルコリン受容体遮断 | 中           | 中 (<30分)    | - 広く使われている                                                                                | 術前投与 - パンクロニウムに類似 |
| ドキサクリウム     | シナプス後アセチルコリン受容体遮断 | 中           | 中 (<30分)    | - アトラクリウムと化学的に類似 - 血漿中で安定 - 作用時間がより長い                                | 術前投与 - パンクロニウムに類似 |
| シサトラクリウム   | シナプス後アセチルコリン受容体遮断 | 中           | 中 (<30分)    | - アトラクリウムの光学分割体 - より強力                                                           | 術前投与 - パンクロニウムに類似 |
| ミバクリウム       | シナプス後アセチルコリン受容体遮断 | 速（約2分）  | 短(15分程度)  | - アトラクリウムと化学的に類似 - 血漿中のコリンエステラーゼにより速やかに不活性化される           | 術前投与 - パンクロニウムに類似 |
| スキサメトニウム   | 運動神経終板の持続的脱分極         | 速           | 短            | - 血漿中のコリンエステラーゼにより速やかに不活性化される - 挿管などの短時間の処置に用いる         | 術前投与 - パンクロニウムに類似 |
| ロクロニウム       | 運動神経終板の持続的脱分極         | 速           | 短            | - スキサメトニウムよりも不要な効果が少ない                                                        | 術前投与 - パンクロニウムに類似 |

## 禁忌
ニコチン拮抗薬の禁忌の例
- トリメトプリム：
  - 血液疾患[11]
- スキサメトニウム：
  - 高カリウム血症
  - 血漿コリンエステラーゼ活性の低下（重度の肝疾患など）
  - 重度の外傷
  - 先天性筋緊張関連疾患の既往歴または家族歴
  - 悪性高熱症の個人的または家族的既往歴
  - 長期間の身体の固定
  - 重度の熱傷
  - デュシェンヌ型筋ジストロフィーなどの骨格筋ミオパチー

## 参考資料
1. ↑  P. Taylor (1990). In Goodman and Gilman's The Pharmacological Basis of Therapeutics, 8th Ed., (A. G. Gilman et al., Eds.), pp. 166-186, New York: Pergamon Press.
2. 1 2 3 4 5  “Introduction”. Introduction, Medicinal Chemistry. Taylor & Francis. (2019-10-10). pp. 2–3. doi:10.1201/9780429188572-1. ISBN 978-0-429-18857-2
3. 1 2  “Neuromuscular block”. British Journal of Pharmacology 147 Suppl 1 (S1):  S277-86. (January 2006). doi:10.1038/sj.bjp.0706404. PMC 1760749. PMID 16402115.
4. 1 2 3  “Preface”. Rang and Dale's Pharmacology (7Th ed.). Elsevier. (2012). pp. xv. doi:10.1016/b978-0-7020-3471-8.00064-0. ISBN 978-0-7020-3471-8
5. ↑  “The effect of adrenaline and of alpha- and beta-adrenergic blocking agents on ATP concentration and on incorporation of 32Pi into ATP in rat fat cells”. Biochemical Pharmacology 24 (18):  1659–62. (September 1975). doi:10.1016/0006-2952(75)90002-7. PMID 12.
6. ↑  “Hemicholinium-3” (英語). PubChem. 2021年3月5日閲覧。
7. ↑  “Botulinum toxin in the management of chronic migraine: clinical evidence and experience”. Therapeutic Advances in Neurological Disorders 10 (2):  127–135. (February 2017). doi:10.1177/1756285616677005. PMC 5367647. PMID 28382110.
8. ↑  “Alcuronium” (英語). X Pharm: The Comprehensive Pharmacology Reference. Elsevier. (2007). pp. 1–4. doi:10.1016/b978-008055232-3.61181-x. ISBN 978-0-08-055232-3
9. ↑  “Navigating the new era of assisted suicide and execution drugs” (英語). Journal of Law and the Biosciences 4 (2):  424–434. (August 2017). doi:10.1093/jlb/lsx028. ISSN 2053-9711.
10. ↑  “Pipecuronium” (英語). xPharm: The Comprehensive Pharmacology Reference. Elsevier. (2010). pp. 1–5. doi:10.1016/b978-008055232-3.63925-x. ISBN 978-0-08-055232-3
11. ↑  “Trimethoprim-sulphamethoxazole-associated blood dyscrasias. Ten years' experience of the Swedish spontaneous reporting system”. Journal of Internal Medicine 228 (4):  353–60. (October 1990). doi:10.1111/j.1365-2796.1990.tb00245.x. PMID 2266345.